# 神戸アスリートタウン構想
神戸アスリートタウン構想は、神戸市が中心となって運営する特定非営利活動法人の「神戸アスリートタウンクラブ」が行う、総合的なスポーツレクリエーション活動プロジェクトの名称である。
神戸市民が自分自身の健康、身体のことを知り、自らの健康・体力づくりを進め、オリンピックなどの世界規模の大会やプロを目指す選手はもとより、コミュニティースポーツとして市民が幅広くスポーツへの関心を持ってもらうとともに、神戸市に本拠地を置くスポーツクラブ間の交流とファン層の拡大を目指すことを念頭においている。

## 神戸市に本拠地を置く主なスポーツクラブ
- ヴィッセル神戸（J1リーグ）
- INAC神戸レオネッサ（WEリーグ）
- アルベロ神戸（関西女子サッカーリーグ）
- デウソン神戸（日本フットサルリーグ）
- コベルコ神戸スティーラーズ（ジャパンラグビーリーグワン）
- 神戸ストークス（Bリーグ　発足当初NBL・兵庫ストークスとして参加。一度2016年に西宮市に移転し、西宮ストークスとしたが、2023年に新・Bリーグ対応のため神戸に復帰した）
- エレコム神戸ファイニーズ（Xリーグ）
- 六甲ファイティングブル（関西クラブリーグAリーグ）
- ノーリツ陸上競技部

### 過去
- HC日光アイスバックス（アジアリーグアイスホッケー　日光市と神戸市のダブルフランチャイズを2005-06・2006-07シーズンに行っていたが、日光に一本化され解消）
- オリックス・バファローズ（パシフィック・リーグ　1991年から2004年まではグリーンスタジアム神戸（現ほっともっとフィールド神戸）単独、2005-07年度は大阪近鉄バファローズとの合併に伴う特例で大阪市<協約上の保護地域は大阪府>とのダブルフランチャイズだった。ただダブルフランチャイズ解消前の2007年から実質大阪を主戦とし、神戸での試合数は22試合に減少している。2008年度から協約上は大阪に統一されたが、神戸・兵庫県地域のファン確保のため、神戸など兵庫県内の球場での20試合程度の準本拠開催は継続していたが、2011年から大阪での試合数を増やすため、神戸での試合は15試合前後に削減）
- バンディオンセ神戸（関西サッカーリーグ　2007年限りで加古川市に本拠地移転）
- TASAKIペルーレFC（解散当時L1リーグ　2008年限りで廃部）
- ワールドファイティングブル（2006年度までラグビートップリーグ参加、2007年度からトップウェストA（2部相当）に降格するも、2009年に解散し、現在はクラブチーム「六甲ファイティングブル」に委譲する。但しトップウェストへの継続参加は認められなかった）
- 久光スプリングス（V1リーグ　元々神戸市の旧ダイエーオレンジアタッカーズを統合したため、ダイエー所有の体育館が練習拠点であったことから鳥栖市とのダブルホームタウンとしていたが、2023年に鳥栖市に事実上一本化された。ただしこの名残りでセカンダリーホームタウンとしての位置づけは継続されている）

### 関連のイベント
- オリックス・バファローズ（当時オリックス・ブルーウェーブ）と、ヴィッセル神戸がそれぞれ神戸総合運動公園（オリックスはグリーンスタジアム神戸（→Yahoo! BBスタジアム→スカイマークスタジアム、現：ほっともっとフィールド神戸）、ヴィッセルはユニバー競技場）を本拠地としていた時代、同じ日に開催される主催ホームゲームにおいて、チケットを共有するキャンペーンがあった。

## 関連項
- Jリーグ百年構想
- トップス広島
- 横浜熱闘倶楽部→横浜スポーツパートナーズ
- 川崎市ホームタウンスポーツ推進パートナー
- 香川プロスポーツクラブ連絡協議会
- 北海道スポーツネットワーク会議
- プライドドリームス埼玉